# Amara basillaris
Amara basillaris là một loài bọ cánh cứng trong chi Amara thuộc họ Carabidae.